# 平安六君子事件
平安六君子事件，又称深圳六君子事件。2000年3月27日出版的足球报，以头版头条形式爆出深圳平安的6名球员在对雲南紅塔的客场比赛后，于当晚在球队下榻的昆明某酒店召妓，被主教练埃德森·塔瓦雷斯当场抓获。此事引发巨大社会反响并招致深圳足球俱乐部的强烈不满。深圳队当即宣布对6名球员的处罚决定，同时表示报道与事实严重不符，要求足球报道歉，后来更起诉该报。此事最终在一年多后，以足球报在报纸上公开道歉结束。

## 经过
2000年3月27日出版的足球报报道，2000年3月25日深圳平安与雲南紅塔比赛结束当晚，深圳队主教练塔瓦雷斯由于比赛失利而失眠，在临晨2时许门外有人小声说话，并伴有开门关门的声音。塔瓦雷斯随后发现有队员和不明身份女子在楼道中鬼鬼祟祟地走过。随后塔瓦雷斯和其他几名教练在楼口悄悄守候，并在3时左右，将从房中走出的几名按摩女郎和球员当场抓获。足球报文章指出当时共有6名球员参与此事。
3月27日，深圳俱乐部对6名球员作出处罚：彭伟国、張軍、孙刚被罚款10,000 元，王超、姚立和陈永强被中止合同、限期离队。3月31日，彭伟国、孙刚、張軍發表致广大球迷公开信——《我们真诚地道歉》。深圳俱乐部在2000年末对足球报社提出起诉，要求赔偿经济损失979万元人民币并公开道歉。随后双方于2001年初达成和解，此事结束。